# Siphonops paulensis
Espèce
Synonymes
- Siphonops paulensis var. maculatus Sawaya, 1937

Statut de conservation UICN

 LC  : Préoccupation mineure
Siphonops paulensis est une espèce de gymnophiones de la famille des Siphonopidae.

## Répartition
Cette espèce se rencontre jusqu'à 450 m d'altitude :
- dans la moitié Sud du Brésil ;
- dans l'est de la Bolivie ;
- dans le nord-est du Paraguay ;
- dans le nord de l'Argentine dans le sud de la province de Misiones et le Nord-Est de la province de Corrientes.

## Étymologie
Son nom d'espèce, composé de paul et du suffixe latin -ensis, « qui vit dans, qui habite », lui a été donné en référence au lieu de sa découverte, l'État de São Paulo.

## Publication originale
- Boettger, 1892 : Katalog der Batrachier-Sammlung im Museum der Senckenbergischen Naturforschenden Gesellshaft in Frankfurt am Main. Frankfurt am Main, Gebrüder Knauer, p. 1-73 (texte intégral).